# Arie van der Valk
Adrianus (Arie) van der Valk (Voorschoten, 28 december 1929 – aldaar, 11 januari 2024) vormde met zijn broer Gerrit de kern van het Van der Valk-concern, dat in Nederland uitgroeide tot een van de grootste horecaconcerns.

## Biografie
Arie van der Valk werd als zevende geboren in een gezin van twaalf kinderen. Hij trad in 1955 in het huwelijk met Truus van Vliet, met wie hij tien kinderen kreeg. 

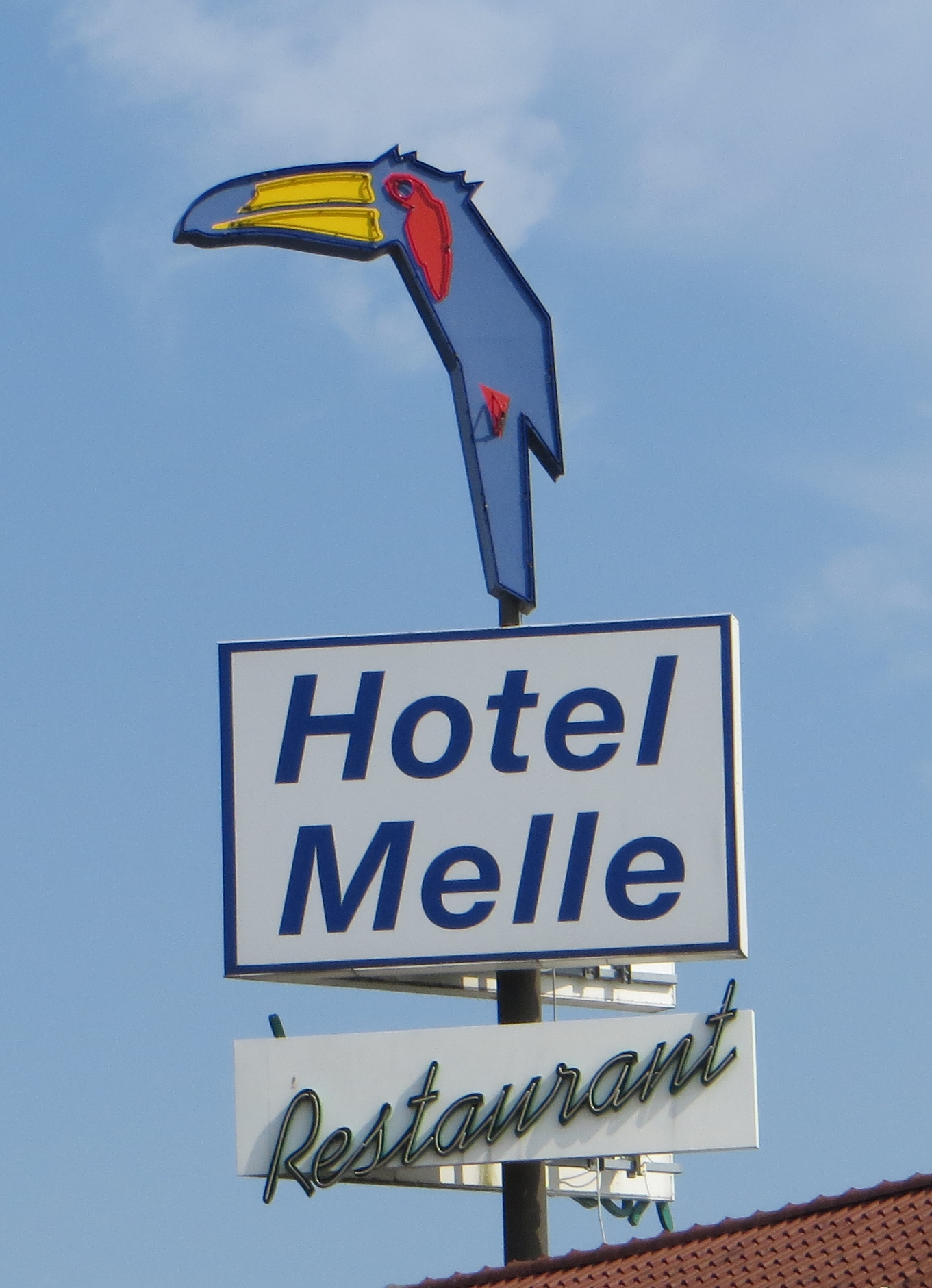
Het toekan-beeldmerk van het concern

Zijn vader, Martien van der Valk (1895-1969), transformeerde in 1939 het dranklokaal van zijn vader Nicolaas, De Gouden Leeuw in Voorschoten, tot café-restaurant. Martien legde de fundamenten voor het concern door diverse zwak presterende hotel-restaurants over te nemen. Kort na de Tweede Wereldoorlog kreeg Arie van der Valk, die als enige had doorgeleerd, de financiële leiding over het familiebedrijf. Toen zijn vader zich terugtrok werden hij en zijn broer Gerrit de kern van het bedrijf. Arie deed de financiële kant en leidde de centrale inkoop voor de vestigingen van het concern vanuit de De Gouden Leeuw, Gerrit werd het gezicht van de keten. Vanaf de jaren 50 van de twintigste eeuw introduceerden ze met succes het Amerikaanse motelconcept in Nederland, vooral langs snelwegen. Arie en Gerrit streefden, net als hun vader had gedaan, naar de oprichting van een hotel voor elk van hun zeventien kinderen.
Arie vermeed doorgaans de media. In 1994 kwam hij echter vol in de schijnwerpers vanwege belastingfraude. Dit leidde tot een uitgebreide rechtszaak, waarin hij, ondanks zijn rol als financieel verantwoordelijke, beweerde weinig te weten over de afzonderlijke vestigingen. Het resultaat was een aanzienlijke boete voor het bedrijf en een navordering van de belastingdienst. Het leidde tot een opdeling van het concern. Desondanks bleef de familie grotendeels verzameld onder het toekanlogo.
Arie van der Valk had de reputatie van een harde en zakelijke ondernemer, maar binnen zijn familie stond hij bekend als iemand die altijd klaarstond voor zijn verwanten. Hij overleed op 94-jarige leeftijd.